# Граф Томонд
Граф Томонд (англ. Earl of Thomond) — угасший аристократический титул в системе Пэрства Ирландии. Он был создан в 1543 году для семьи О’Брайен (ирл. — Ó Briain), правившей в средневековом ирландском королевства Томонд на севере провинции Манстер.

## История
В 1541 году ирландский парламент в Дублине провозгласил английского короля Генриха VIII Тюдора и его потомков королями Ирландии. Все правящие короли и вожди кланов Ирландии получили приказ принести ленную присягу на верность королю Англии. Английский король Генрих VIII Тюдор пожаловал ирландским королям и вождям дворянские титулы, сделав их пэрами Ирландии. Взамен ирландские короли и вожди вынуждены были отказаться от своих древних наследственных титулов, обязывались соблюдать английские законы и порядки, отказаться от католичества и принять англиканство.

## Первая креация (1543)
В 1543 году в Англию прибыл король Томонда Мурхад (Мурроу) О’Брайен (1539—1551), который вел своё происхождение от верховного короля Ирландии Бриана Бору (ум. 1014). Мурроу О’Брайен принес оммаж королю Англии Генриху VIII Тюдору, который 1 июня 1543 года пожаловал ему титулы графа Томонда и барона Инчикуина. В тот же самый день Доннхад (Доноу) О’Брайен, племянник и наследник Мурроу, получил титул барона Ибракана. В 1551 году после смерти Мурроу О’Брайена его племянник Доннхад (Доноу) О’Брайен унаследовал титул 2-го графа Томонда, объединив титулы графа Томонда и барона Ибракана. Титул барона Инчикуина перешел к Дермоду О’Брайену (ум. 1557), старшему сыну Мурроу.
19 октября 1714 года для Генри О’Брайена, 8-го графа Томонда (1688—1741), был создан титул виконта Тадкастера в системе Пэрства Великобритании. В 1741 году после смерти Генри О’Брайена титул графа Томонда унаследовал его родственник, Чарльз О’Брайен (1699—1761), 6-й виконт Клэр (1699—1761). Он был потомком Дэниэла О’Брайена, 3-го виконта Клэра, который в 1691 году был приговорен к изгнанию и лишению титула. Титулы графа Томонда и виконта Клэра признавались только якобитами. Чарльз О’Брайен, 7-й виконт Клэр (1757—1774), сына и преемник Чарльза О’Брайена, также носил титул 10-го графа Томонда. Он скончался бездетным в Париже в возрасте 17 лет.

## Вторая креация (1756)
11 декабря 1756 года титул графа Томонда и барона Ибракана был воссоздан для английского политика Перси Уиндхэма-О’Брайена (ок. 1713—1774), второго сына сэра Уильяма Уиндхэма, 3-го баронета из Орчарда (ок. 1688—1740) и Кэтрин Сеймур. Перси Уиндхэм-О’Брайен был депутатом Палаты общин Великобритании от Тонтона (1745—1747), Минхеда (1747—1754, 1761—1768), Кокермута (1754—1761) и Винчелси (1761, 1768—1774), занимал посты лорда-лейтенанта Сомерсета (1764—1774), казначея Хаусхолда (1757—1761) и казначея-кассира Хаусхолда (1761—1765). После его смерти в 1774 году титулы графа Томонда и барона Ибракана угасли.

## Графы Томонд, первая креация (1543)
- 1543—1551: Мурроу О’Брайен, 1-й граф Томонд (умер 7 ноября 1551), последний король Томонда (1539—1551), сын Тойрделбаха Донна мак Тайдга О’Брайена, короля Томонда (1498—1528);
- 1551—1553: Доннхад О’Брайен, 2-й граф Томонд (умер 1 апреля 1553), барон Ибракан с 1543 года, старший сын короля Томонда Конхобара (Коннора) мак Тойрделбайга О’Брайена (1528—1539), племянник предыдущего;
- 1553—1581: Коннор О’Брайен, 3-й граф Томонд (ок. 1535 — январь 1581), старший сын предыдущего;
- 1581—1624: Доннхад О’Брайен, 4-й граф Томонд (умер 5 сентября 1624), старший сын предыдущего;
- 1624—1639: Генри О’Брайен, 5-й граф Томонд (ок. 1588 — 26 июля 1639), старший сын предыдущего;
- 1639—1657: Барнабас О’Брайен, 6-й граф Томонд (ок. 1590 — 12 ноября 1657), младший брат предыдущего;
- 1657—1691: Генри О’Брайен, 7-й граф Томонд (ок. 1620 — 2 мая 1691), единственный сын предыдущего;
  - Генри О’Брайен, лорд Ибракан (ок. 1642 — 1 сентября 1678), старший сын предыдущего;
  - Генри Горацио О’Брайен, лорд Ибракан (ок. 1670 — 10 июля 1690), младший брат предыдущего;
- 1691—1741: Генри О’Брайен, 8-й граф Томонд (14 августа 1688 — 20 апреля 1741), единственный сын предыдущего и внук 7-го графа Томонда;
- 1741—1761: Чарльз О’Брайен, 6-й виконт Клэр, титулярный 9-граф Томонд (17 марта 1699 — 9 сентября 1761), старший сын Чарльза О’Брайена, 5-го виконта Клэра (1673—1706), потомок Дэниэла О’Брайена, 1-го виконта Клэра (ум. 1663), сына Коннора О’Брайена, 2-го графа Томонда;
- 1761—1774: Чарльз О’Брайен, 7-й виконт Клэр, титулярный 10-й граф Томонд (1757 — 29 декабря 1774), единственный сын предыдущего.

## Графы Томонд, вторая креация (11 декабря 1756)
- 1756—1774: Перси Уиндхэм-О’Брайен, 1-й граф Томонд[англ.] (ок. 1723 — 21 июля 1774), второй сын сэра Уильяма Уиндхэма, 3-го баронета[англ.] (1687—1740) и леди Кэтрин Сеймур (ум. 1731).